# Van Halen (musikalbum)
Van Halen är hårdrockbandet Van Halens självbetitlade debutalbum, släppt 1978. Albumet räknas ofta som ett av de bästa debutalbumen inom rockmusiken. Det sägs ha haft stort inflytande på den kommande hairmetalen, och solot som Eddie Van Halen gör i "Eruption" räknas även det som inflytelserikt.
Skivan sålde i över 15 miljoner exemplar redan första året och har i dag sålt över 35 miljoner exemplar. 
Kända låtar i övrigt på albumet är "Ain't Talkin' 'bout Love", "On Fire", "Atomic Punk" och "Runnin' with the Devil".

## Låtlista
Samtliga låtar skrivna av Michael Anthony, David Lee Roth, Eddie Van Halen och Alex Van Halen om inte annat anges.
| 1. | Runnin' with the Devil   | 3:36 |
| 2. | Eruption (instrumental)  | 1:42 |
| 3. | You Really Got Me        | 2:38 |
| 4. | Ain't Talkin' 'bout Love | 3:50 |
| 5. | I'm the One              | 3:47 |

| 6.  | Jamie's Cryin'         | 3:31 |
| 7.  | Atomic Punk            | 3:02 |
| 8.  | Feel Your Love Tonight | 3:43 |
| 9.  | Little Dreamer         | 3:23 |
| 10. | Ice Cream Man          | 3:20 |
| 11. | On Fire*               | 3:01 |

## Medverkande
- David Lee Roth – sång
- Alex Van Halen – trummor
- Michael Anthony – bas
- Eddie Van Halen – gitarr

## Listplaceringar
| Titel                      | Listpositioner | Listpositioner |
| Titel                      | GBR            | USA            |
| -------------------------- | -------------- | -------------- |
| Van Halen                  | 34             | 117            |
| "You Really Got Me"        | -              | -              |
| "Runnin' With the Devil"   | 52             | -              |
| "Jamie's Cryin'"           | -              | -              |
| "Ain't Talkin' 'bout Love" | -              | -              |